# Estación Coronel Suárez (Roca)
Coronel Suárez es una estación ferroviaria ubicada en la ciudad del mismo nombre, en el partido de Coronel Suárez, Provincia de Buenos Aires, Argentina.

## Servicios
Por sus vías corren trenes de carga de la empresa Ferroexpreso Pampeano.

## Ubicación
Se encuentra ubicada a 490 km al suroeste de la estación Constitución, sobre la intersección de las avenidas Casey e Hipólito Yrigoyen, en el centro de la ciudad.